# تاكسي (فلم 1998)
تاكسي (بالفرنسية: Taxi) هو فيلم فرنسي أنتج سنة 1998. عمل على إخراج الفيلم جيرارد بيريس، وقام بكتابته لوك بيسون، وهو من بطولة سامي ناصري وفريدريك ديانفونتال وآخرون. الفيلم هو الأول في سلسلة أفلام تاكسي.

## روابط خارجية
- تاكسي على موقع IMDb (الإنجليزية)
- تاكسي على موقع الموسوعة البريطانية (الإنجليزية)
- تاكسي على موقع روتن توميتوز (الإنجليزية)
- تاكسي على موقع قاعدة بيانات الأفلام العربية
- تاكسي على موقع ألو سيني (الفرنسية)
- تاكسي على موقع Turner Classic Movies (الإنجليزية)
- تاكسي على موقع أول موفي (الإنجليزية)
- تاكسي على موقع بوكس أوفيس موجو (الإنجليزية)
- تاكسي على موقع فيلمافينيتي (الإسبانية)
- تاكسي على موقع قاعدة بيانات الفيلم (الإنجليزية)